# Reza Beyk Imanverdi
Reza beyk imanverdi (en persa: رضابیک ایمانوردی‎, 15 de junio de 1936 - 13 de septiembre de 2003) fue un actor y director iraní.

## Biografía
Reza Beyk Imanverdi nació en Irán en 1936. Encontró empleo en la embajada estadounidense en Teherán, debido a su buen manejo del idioma inglés. Amaba el cine y aspiraba a ser actor. En 1958, se unió a un grupo teatral llamado "Oscar".
Su golpe de buena suerte ocurrió cuando conoció a Samuel Khachikian en un accidente de tráfico. Khachikian fue uno de los directores de cine y guionistas más innovadores cuyas películas fueron éxitos de taquilla de la época. Estaba impresionado por el físico atlético de Beyks y su aspecto cinematográfico. Fue en 1961 que Khachikian le ofreció un papel secundario en su película "El grito de medianoche". Este pequeño papel fue el comienzo de la carrera de Beyk.
Pronto su popularidad con los cinéfilos iraníes lo puso en gran demanda. Durante los años 60 y 70, protagonizó más de 150 películas. 
Los medios de comunicación lo apodaron El hombre de las mil caras. Recibió reconocimiento como estrella de acción, así como por sus papeles en comedia. Pudo llegar incluso a un público más amplio, al interpretar un papel cómico que replicaba a Peter Falk . Este papel lo impulsó al éxito general en la industria del cine comercial.
Poco después, dejó Irán para viajar a Italia, donde le ofrecieron el papel principal en la película italiana "Silla eléctrica". Fue el primer actor iraní en actuar en el cine italiano. También actuó en numerosas películas turcas. Ganó popularidad en Turquía y se hizo bastante conocido allí. El éxito de Beyk se debió a su actuación y sus habilidades atléticas. Fue un campeón profesional de la lucha libre. Entrenó en varios clubes deportivos en Teherán. Fue un especialista en acrobacias que se destacó en artes marciales y uno de los pocos actores que realizó sus propias acrobacias cinematográficas. Finalmente utilizó su deporte para elevar y mejorar las escenas de lucha en el cine iraní. Estableció su propio estudio de cine llamado "Studio RB". Luego comenzó a producir y dirigir sus propias películas, así como seguir con su actuación.

### Después de la revolución islámica
A Beyk, como a otras estrellas del cine iraní, se le había prohibido actuar. Tuvo que abandonar el país en contra de su voluntad. Primero salió de Irán hacia Alemania y luego se mudó a los Estados Unidos, donde trabajó como camionero durante una década.

### Muerte
En 2002 fue diagnosticado con cáncer de pulmón. Después de una batalla de un año con la enfermedad, murió el 13 de septiembre de 2003.

## Filmografía seleccionada
- Roozha-ye Bikhabari (1979)
- Babanin Evlatlari (1977)
- Firtina (1977)
- Sobh-e Khakestar (1977)
- Vaseteha (1977)
- The Crookes (1974)
- Hostage (1974)
- La legge della Camorra (1973)
- Ayyoob (1971)
- Fatehine Sahra (1971)
- Mardan-e Sahar (1971)
- Pahlevan Mofrad (1971)
- Sedia Elettrica (1969)
- Ruspi (1969)
- Nabarde ghoolha (1965)
- Donyaye Poul (1965)
- Jallad (1965)
- Zan va Arousakhayash (1965)
- Daghe Nang (1965)
- Sarsam (1965)
- Sarkesh (1965)
- Setarehe Sahra (1964)
- Babre Ring (1964)
- Sheitan dar Mizanad (1964)
- Golhaye Gilan (1964)
- Dozde Shahr (1964)
- Zarbat (1964)
- Mazare Talagh (1963)
- Zamine Talkh (1963)
- Delhoreh (1962)
- Yek Ghadam ta Marg (1961)